# Грађански рат у Колумбији
Грађански рат у Колумбији је назив за оружани сукоб између колумбијске владе и стране њихових побуњеничких група, које су познате као Револуционарне оружане снаге Колумбије (ФАРК) и Ослободилачке националне армије (ЕЛН). На страни Владе, међутим, стоји Народноослободилачка војска Колумбије, чији су чланови богати чланови картела. Почеци отпора против владе почели су 1948. године, када је убијен Хорхе Елиецер Гајтан, што је довело до грађанског рата, тзв. Насиље. Сукоб је почео око осамнаест година након оснивања ФАРК је у 1964. вођа Педро Антонио Марин.
Крајем августа 2016. године у Хавани између представника колумбијске владе и ФАРК потписали су мировни споразум, који ће бити усвојен на референдуму октобра.